# Walter Burley Griffin
Walter Burley Griffin (Maywood, 24 novembre 1876 – Lucknow, 11 febbraio 1937) è stato un architetto statunitense che si è occupato principalmente di architettura del paesaggio.
È noto per aver progettato la città di Canberra, capitale dell'Australia, nel 1913.
Influenzato dallo stile architettonico della Prairie School, Griffin contribuì allo sviluppo dell'architettura moderna. Nel 1911 si sposò con la collega Marion Mahony Griffin, insieme alla quale, in 28 anni di collaborazione, progettò oltre 350 edifici e paesaggi urbanistici, ideando inoltre nuovi materiali da costruzione, interni per edifici ed altri oggetti domestici.